# Берновичский
Берновичский — опустевший поселок в Стародубском муниципальном округе Брянской области.

## География
Находится в южной части Брянской области на расстоянии приблизительно 13 км на северо-восток от районного центра города Стародуб.

## История
Основан около 1930 года при Бёрновичской МТС, позднее — совхоз «Бёрновичский». До 1964 года также назывался Ковалёвский. На карте 1941 года был отмечен как Берновичская МТС с 8 дворами. До 2020 года входил в состав Меленского сельского поселения Стародубского района до их упразднения. По состоянию на 2020 год опустел.

## Население
Численность населения: 0 человек в 2002 году, 2 в 2010.